# Sunday Island, Nunavut
Sunday Island är en ö i Kanada.   Den ligger i territoriet Nunavut, i den östra delen av landet, 1 100 km norr om huvudstaden Ottawa.